# Abby Brammell
Abby Brammell (n. Kentucky; 19 de marzo de 1979) es una actriz estadounidense de televisión y teatro.

## Biografía

### Vida personal
Brammell nació en Kentucky y se crio en San Antonio (Texas), donde se graduó de Churchill High School en 1997. 
Ella se graduó de la Universidad Carnegie Mellon la escuela de teatro en 2001. El 27 de mayo de 2006 se casó con el actor pantalla de Jake LaBotz, los dos se divorciaron a principios de 2008.

### Carrera
Brammell ha tenido papeles recurrentes en Six Feet Under, The Shield, Push, Nevada, y Star Trek: Enterprise. Más recientemente, se ha visto en The Unit como 'Tiffy Gerhardt', una ama de casa que estaba teniendo una aventura con el oficial al mando de su marido cuando su marido estaba en la asignación y al mismo tiempo fueron objeto de abuso físico. Más tarde, casi tuvo un romance con un abogado que estaba haciendo servicio a la comunidad para la cual entraría en que afectan a su decisión de dejar en final de la serie 2.ª temporada. Ella también estará en un episodio de NCIS en la temporada 8.
Brammell recibió buenas críticas por su actuación en América del Norte Premier de juego de Christopher Hampton, "The Talking Cure", en el Mark Taper Forum en Los Ángeles. Además, acaba de estrella invitada en Medium, The Mentalist, Lie to Me, and Castle.